# Adam Biela
Adam Biela (ur. 5 września 1947 w Syryni) – polski polityk, psycholog i nauczyciel akademicki, profesor nauk humanistycznych, profesor Katolickiego Uniwersytetu Lubelskiego, Uniwersytetu Marii Curie-Skłodowskiej oraz Uniwersytetu Trnawskiego, poseł na Sejm III kadencji, senator V i VI kadencji, obserwator w Parlamencie Europejskim, a w 2004 eurodeputowany V kadencji.

## Życiorys

### Wykształcenie i praca zawodowa
Po ukończeniu szkoły średniej w Wodzisławiu Śląskim, studiował na Wydziale Filozofii Chrześcijańskiej Katolickiego Uniwersytetu Lubelskiego (ukończył studia w 1970). W 1973 obronił doktorat, w 1980 habilitował się, w 1992 otrzymał tytuł naukowy profesora nauk humanistycznych.
Kształcił się również na Uniwersytecie Michigan w Ann Arbor jako stypendysta Programu Fulbrighta. Był także stypendystą Fundacji Alexandra von Humboldta na Uniwersytecie w Mannheimie.
Po studiach w 1970 podjął pracę na KUL w Katedrze Psychologii Eksperymentalnej. Na tej uczelni przeszedł wszystkie szczeble kariery akademickiej. W 1981 został kierownikiem Zakładu Psychologii Przemysłowej, później objął stanowisko kierownika Katedry Analizy Decyzyjnej. W latach 1993–1998 był dziekanem Wydziału Nauk Społecznych KUL. W tym czasie na wydziale wprowadzono nowe kierunki studiów: zarządzanie oraz studia menedżersko-związkowe dla działaczy związkowych.
W latach 1977–1981 wykładał na Wydziale Ekonomicznym Uniwersytetu Marii Curie-Skłodowskiej w Lublinie. Pracował także na Tufts University (1991–1992) oraz na Politechnice Lubelskiej (1993–1994).
Od 1993 do 1998 przez dwie kadencje zasiadał w Centralnej Komisji ds. Tytułów i Stopni Naukowych, powołany w skład Komitetu Nauk Psychologicznych PAN (w latach 1991–1994 był jego wiceprzewodniczącym) oraz rady naukowej Episkopatu Polski i Komisji Iustitia et Pax. Objął stanowisko rektora Wyższej Szkoły Ubezpieczeń w Krakowie, a także stanowiska profesorskie na obu lubelskich uniwersytetach i na Uniwersytecie Trnawskim.
W pracy naukowej specjalizował się w naukach o zarządzaniu, psychologii eksperymentalnej, przemysłowej i środowiskowej miejsca pracy. Zdefiniował w swoich badaniach pojęcie sozopsychologii (jako nauki o psychospołecznych uwarunkowaniach oraz konsekwencjach degradacji środowiska naturalnego przez struktury przemysłowe). Zajął się też opracowaniem teorii zgromadzeń agoralnych. Jest autorem licznych prac z zakresu psychologii, filozofii i ekonomii, w tym książek, artykułów naukowych i haseł w encyklopediach. Promotor około 40 prac doktorskich, recenzent ponad 60 rozpraw doktorskich oraz w około 30 przewodach habilitacyjnych. Został członkiem rady redakcyjnej czasopisma „Journal of Russian & East European Psychology” oraz członkiem Europejskiej Akademii Nauk i Sztuk Pięknych.

### Działalność polityczna
Działał w NSZZ „Solidarność”, należał do władz związku na KUL. Bez powodzenia kandydował do Sejmu z 1. miejsca lubelskim listy związku w wyborach parlamentarnych w 1993 (otrzymał 3601 głosów). Wraz z zespołem ekspertów opracował koncepcję programu tzw. powszechnego uwłaszczenia. Koncepcja ta stanowiła dla „S” podstawę dla starań o przeprowadzenie referendum uwłaszczeniowego (które odbyło się w 1996). Adam Biela został przewodniczącym Ogólnopolskiego Forum Stowarzyszeń Uwłaszczeniowych Własność i Gospodarność.
W latach 1997–2001 sprawował mandat poselski z ramienia Akcji Wyborczej Solidarność (jako bezpartyjny, zasiadał w Zespole Parlamentarnym PPChD). W 2001 został senatorem V kadencji z ramienia Ligi Polskich Rodzin w okręgu chełmskim. W lipcu 2002 został wiceprzewodniczącym klubu parlamentarnego LPR. Z ramienia parlamentu był obserwatorem w Parlamencie Europejskim, a od maja do lipca 2004 eurodeputowanym V kadencji. W 2005 po raz drugi uzyskał mandat senatorski, również z ramienia LPR. W trakcie kadencji należał do klubu parlamentarnego Ruchu Ludowo-Narodowego, Senatorskiego Klubu Narodowego oraz do partii Forum Polskie. Doradzał też Stronnictwu Ludowemu „Ojcowizna”. W sierpniu 2007 wstąpił do Prawicy Rzeczypospolitej, w tym samym roku z jej ramienia bez powodzenia ubiegał się o reelekcję.

## Życie prywatne
Żonaty z Dorotą Kornas-Biela, ma troje dzieci.

## Odznaczenia i wyróżnienia
Wyróżniony tytułem honorowego obywatela Zgierza (2006), Pucharem Wdzięczności od pracowników Cukrowni Krasnystaw za działania na rzecz stworzenia koncernu Polski Cukier (2010), Statuetką Lubelskiego Lipca przyznaną przez władze regionalne NSZZ „Solidarność” (2010) oraz odznaką pamiątkową Wyższej Szkoły Oficerskiej Sił Powietrznych w Dęblinie (2011).
W 2018 odznaczony Orderem Świętego Sylwestra.

## Publikacje
- Informacja a decyzja (1976).
- Psychologiczne podstawy wnioskowania przez analogię (1981).
- Stres psychologiczny w sytuacji kryzysu ekologicznego (1984).
- Papieskie lato w Polsce (1984).
- Stres w pracy zawodowej (1990).
- Analogy in Science (1991).
- Percepcja w ujęciu holistycznym (1992).
- Skalowanie wielowymiarowe jako metoda badań naukowych (1992).
- Skalowanie wielowymiarowe w analizach ekonomicznych i behawioralnych (1995).
- Powszechne uwłaszczenie obywateli programem integracji społecznej i gospodarczej regionu (1996).
- Wymiary decyzji menedżerskich (2001).
- Powszechne uwłaszczenie w spółdzielniach mieszkaniowych. Komentarz do ustawy z dnia 14 czerwca 2007 r. o zmianie ustawy o spółdzielniach mieszkaniowych oraz zmianie niektórych innych ustaw (2007).
- Information and Decision in Behavioral Economics. (2012).
- European Questionnaire for Job Analysis (2018).
- Idzi Radziszewski. Charyzmatyczny psycholog (2018).
- Psychologia w oczach filozofów (2019).